# قائمة مجموعات وعناقيد المجرات
قائمة مجموعات وعناقيد المجرات

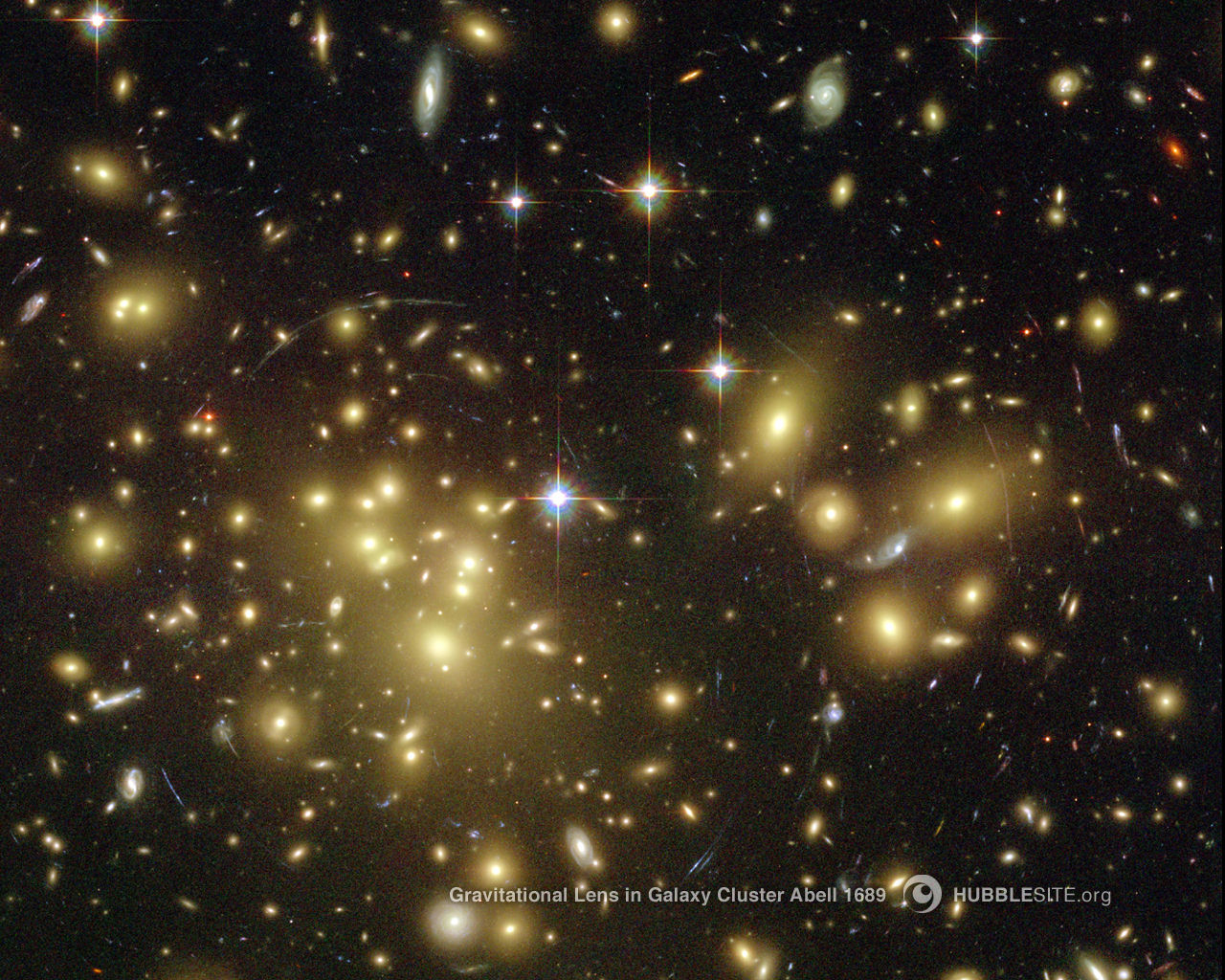
العنقود المجري أبل 1689

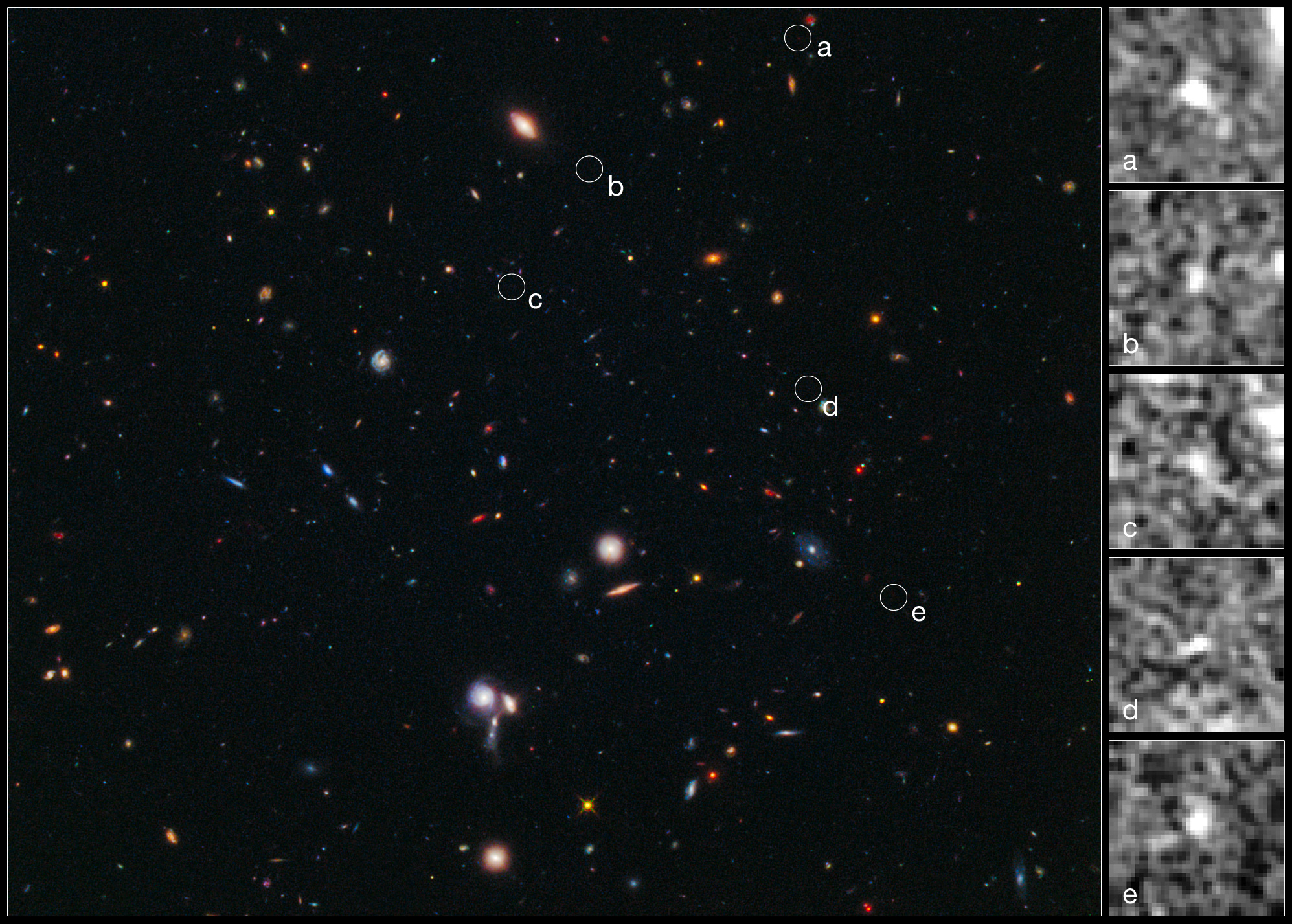
صورة مركبة لخمسة عناقيد مجرية معا على بعد 600 مليون سنة ضوئية

التجمع المجري (بالإنجليزية: group of galaxies) هو وصف في علم الفلك يطلق على 50 مجرة أو أقل مجتمعة في مكان واحد
العنقود المجري هو وصف في علم الفلك يعتبر أكبر بكثير من التجمعات المجرية، وتبدو العناقيد كعدد من المجرات التي تجمعت سوياً بفعل القوة الجذبية المتبادلة بين المجرات.
تحديد حدود العناقيد المجرية غير دقيق لأن العديد من مجموعات لا تزال تتشكل. على وجه الخصوص، المجموعات القريبة من درب التبانة

## عناقيد مجرية أظهرت أدلة قوية على وجود المادة المظلمة
مجموعات أظهرت أدلة قوية على وجود المادة المظلمة
أو المادة السوداء (بالإنجليزية: Dark matter)‏ و هي مادة افترضت لتفسير جزء كبير من مجموع كتلة الكون. لايمكن رؤية المادة المظلمة بشكل مباشر باستخدام التلسكوبات، حيث من الواضح أنها لا تبعث ولاتمتص الضوء أو أي إشعاع كهرومغناطيسي 
عوضاً عن ذلك، يستدل على وجود المادة المظلمة وعلى خصائصها من آثار الجاذبية التي تمارسها على المادة المرئية.
| العنقود المجري                           | الملاحظات |
| ---------------------------------------- | --- |
| تجمع الطلقة                              | تصادم بين مجموعتين من المجرات جرت مشاهدات تجمع الطلقة بواسطة عدسات الجاذبية ويقول الباحثون القائمون عليها إلى أن المشاهدات هي خير دليل على وجود مادة مظلمة. |
| أبل 520                                  | هو عنقود مجرات له شكل غريب بسبب حدث تصادم واندماج . ويسمى أحيانا " تجمع حطام قطار" لشكله المتناثر.و هو في الواقع تصادم بين عنقودين .                        |
| أبل 2142                                 | تصادم بين عنقودين مجرين مضيئة، للأشعة السينية في كوكبة الإكليل الشمالي                                                                                      |
| Cl 0024+17 (ClG 0024+16، ZwCl 0024+1652) | عنود مجري اندمج مؤخرا في كوكبة الحوت مما أدى إلى حلقة من المادة المظلمة حول المجرات،.                                                                       |

## العناقيد والمجموعات المسماة
هذه هي قائمة من مجموعات وعناقيد المجرات المعروفة بغير إدخال في كتالوج أو قائمة، أو مجموعة من الإحداثيات، أو تسمية نظامية.

### العناقيد
| العنقود المجري         | أصل التسمية                                                                           | الملاحظات                                           |
| ---------------------- | ------------------------------------------------------------------------------------- | --------------------------------------------------- |
| تجمع الطلقة            | يسمى يظهر هذا الاصطدام في صور المسجلة للأشعة السينية مثل الرصاصة                      | 1E 0657-558 تسمية نظامية                            |
| ايل غوردو              | السمين او الدهني يعتبر أكبر عنقود موجود في الكون البعيد في وقت الاكتشاف عام 2011.     | تسمية نظامية ACT-CL J0102-4915 و SPT-CL J0102-4915. |
| عنقود البندقية القديمة | سبب التسمية بالمقارنة مع تجمع الطلقة، حيث انة أقدم وأبطأ في الاندماج من تجمع الطلقة'. | تسمية نظامية [DLSCL J0916.2+2951.                   |
| عنقود باندورا          | نتج عن تصادم عناقيد مما أدى إلى العديد من الظواهر المختلفة وغريبة.                    | تسمية نظامية Abell 2744.                            |
| عنقود العنقاء          | نسبة لكوكبة العنقاء.                                                                  | تسمية نظامية SPT-CLJ2344-4243.                      |

### المجموعات
| تجمع مجري        | أصل التسمية                                                        | ملاحظات |
| ---------------- | ------------------------------------------------------------------ | --- |
| المجموعة المحلية |                                                                    | مجموعة المجرات القريبة من مجرتنا درب التبانة ويقع مركز المجموعة بين المجرة الكبيرة المرأة المسلسلة التي تبعد عنا نحو 5و2 مليون سنة ضوئية |
| مجموعة الرصاصة   | مشابة لتسمية عنقود الرصاصة                                         | |
| سلسلة بوربج      |                                                                    | |
| مجموعة كوبلاند   |                                                                    | |
| مجموعة الغزلان   |                                                                    | مجموعة إن جي سي 7331. |
| ثلاثية الأسد     | تجمع ثلاث مجرات .                                                  | تقع في كوكبة الأسد. |
| سلسلة ماركاريان  |                                                                    | جزء من عنقود العذراء المجري. |
| رباعية روبرت     |                                                                    | تقع في إتجاة كوكبة العنقاء. |
| سداسية زايفرت    | تضم 6 من المجرات وقت ألأكتشاف من قبل كارل زايفرت.                  | مجموعة مجرات تبعد نحو 190 مليون سنة ضوئية عن مجرتنا، مجرة درب التبانة. وتوجد في كوكبة الحية. |
| خماسية ستيفان    | نسبة لمكتشف المجموعة العالم الفلكي الفرنسي إدوارد ستيفان عام 1877. | تتكون المجموعة من الخمسة مجرات: إن جي سي 7318 أ ، و إن جي سي 7318 ب ، و إن جي سي 7319 ، و إن جي سي 7320 ، وإن جي سي 7313 اعتبر ستيفان الخمسة مجرات منتمية لبعضها البعض إلا أن البحث الدقيق بيّن بعد ذلك أن المجرة إن جي سي 7320 لا تنتمي لهذة المجموعة |
| ثلاثية البراري   |                                                                    | |
| ثلاثية زويكي     |                                                                    | |

## مجموعة عناقيد مرئية للعين المجردة
| تجمع مجري                  | عدد المجرات المرئية | الملاحظات                                                     |
| -------------------------- | ------------------- | ------------------------------------------------------------- |
| المجموعة المحلية           | 5                   | جزء من درب التبانة, بالأضافة إلى 4 مجرات مرئية للعين المجردة. |
| مجموعة مجرات م81           | 1                   | مجرة بودي (M81, NGC 3031) .                                   |
| قنطورس أ/ مجموعة مجرات م83 | 1                   | قنطورس أ تم رؤيتها بالعين المجردة                             |

## أقرب العناقيد والتجمعات المجرية
من أقرب العناقيد المجرية عنقود العذراء المجري يتكون من عنقود العذراء المجري بالإضافة إلى المجموعة المحلية التي توجد فيها مجرة درب التبانة و المجرة الكبيرة المرأة المسلسلة.

## أقرب المجموعات
| تجمع مجري                | البعد                | انزياح أحمر (أ) | سرعة الإنحسار (ك/ث) | ملاحظات |
| ------------------------ | -------------------- | --------------- | ------------------- | --- |
| المجموعة المحلية         | -                    | -               | -                   | مجموعة المجرات القريبة من مجرتنا درب التبانة. |
| مجموعة مافاي             |                      | 0.000868        | 260                 | من ضمنها المجرة مافاي 1 كان يعتقد في الماضي أنها تتبع المجموعة المحلية للمجرات ولكن دقة المشاهدات اتضح أن لها مجموعتها من المجرات، ويرمز لها بالرمز IC 342. |
| مجموعة مجرات م81         | 11.4 مليون سنة ضوئية | 0.001115        | 334                 | [ 19 ] |
| مجموعة مجرات م83         | 11.9 مليون سنة ضوئية | 0.000999        | 299                 | تحتوي على مجموعتين فرعيتين |
| مجموعة النحات            | 12 مليون سنة ضوئية   |                 |                     | المجموعة الجنوبية القطبية تقع في كوكبة النحات وكوكبة قيطس                                                                                                   |
| مجموعة م94               | 13 مليون سنة ضوئية   | 0.001612        | 483                 | |
| مجموعة إن جي سي 1023     | 20 مليون سنة ضوئية   | 0.002926        | 877                 | تضم خمس مجرت |
| مجموعة مجرات م101        | 23.9 مليون سنة ضوئية | 0.001288        | 386                 | مجموعة مجرات تقع في كوكبة الدب الأكبر. سميت المجموعة بهذا نسبة إلى مجرة م 101                                                                               |
| مجموعة إن جي سي 4631     | 25 مليون سنة ضوئية   |                 |                     | مجموعة من المجرات غير واضحة الحدود والمعالم تقع في كوكبتي السلوقيان والهلبة                                                                                 |
| مجموعة إن جي سي 2997     | 25 مليون سنة ضوئية   | 0.002615        | 784                 | تقع في كوكبة الشجاع وكوكبة مفرغة الهواء عضو في عنقود مجرات العذراء العظيم                                                                                   |
| مجموعة مجرات السلوقيان 2 | 26.1 مليون سنة ضوئية |                 |                     | |
| مجموعة مجرات م51         | 31.0 مليون سنة ضوئية | 0.001850        | 555                 | [ 19 ] |
| ثلاثية الأسد             | 35.1 مليون سنة ضوئية | 0.002207        | 662                 | |
| مجموعة مجرات مسييه 96    | 38 مليون سنة ضوئية   | 0.002267        | 680                 | |
| مجموعة مجرات التنين      | 40 مليون سنة ضوئية   |                 |                     | |
| مجموعة NGC 5866          | 45 مليون سنة ضوئية   | 0.003020        | 905                 | سميت نسبة للمجرة إن جي سي 5866 وتقع في كوكبة التنين |
| مجموعة مجرات م109        | 55 مليون سنة ضوئية   | 0.003388        | 1016                | [ 19 ] |

## أقرب العناقيد
| العنقود المجري               | البعد                  | انزياح أحمر (أ) | سرعة الإنحسار (ك/ث) | ملاحظات |
| ---------------------------- | ---------------------- | --------------- | ------------------- | --- |
| عنقود العذراء المجري         | 59 مليون سنة ضوئية     | 0.0038          | 1139                | تجمع عظيم للمجرات يبعد عن مجرتنا نحو 59 مليون سنة ضوئية (بالمقارنة بقطر مجرة درب التبانة : يبلغ قطر مجرة درب التبانة نحو 150 ألف سنة ضوئية) . ويوجد هذا التجمع في كوكبة العذراء. ويحوي التجمع نحو 1300 وربما 2000 من المجرات. ويشكل نواة عنقود مجرات العذراء العظيم. |
| عنقود الكور أبل S 373        | 62 مليون سنة ضوئية     | 0.0046          | 1379                | [ 22 ] |
| عنقود مفرغة الهواء أبل S 636 | 133 مليون سنة ضوئية    | 0.0087          | 2608                | يقع ضمن عنقود مجرات هيدرا قنطورس العظيم. |
| عنقود قنطورس المجري          | 170 مليون سنة ضوئية    | 0.0110          | 3298                | [ 22 ] |
| عنقود مجرات حامل رأس الغول   | 240.05 مليون سنة ضوئية | 0.0179          | 5366                | |
| عنقود الشجاع                 | 724.1 مليون سنة ضوئية  | 0.0114          | 3418                | عنقود يحتوي على حوالي 157 مجرة لامعة |

## أول العناقيد والتجمعات المكتشفة
| أول العناقيد والتجمعات المكتشفة | اسم                               | تاريخ          | الملاحظات |
| ------------------------------- | --------------------------------- | -------------- | --- |
| العناقيد                        | عنقود العذراء المجري              | 1784           | اكتشف من قبل تشارلز ميسير.                                                                                      |
| التجمعات                        |                                   |                | |
| مجموعة متقاربة                  | ألمع أربعة مجرات من خماسية ستيفان | 1877           | المكتشف إدوارد ستيفان.                                                                                          |
| عنقود أولي                      | COSMOS-AzTEC3                     |                | بواسطة تلسكوبات متعددة الأطوال الموجية، من بينها تلسكوبات سبيتزر وتشاندرا وهابل يعتبر من ابعد العناقيد المكتشفة |
| مجرة مزدوجة                     | سحب ماجلان                        | العصور القديمة | |

## مجموعات كاذبة
عنقود السرطان ,سحابة سدم-العذراء